# Distretto di Soavinandriana
Il distretto di Soavinandriana è un distretto del Madagascar situato nella regione di Itasy. Ha per capoluogo la città di Soavinandriana.
La popolazione del distretto è di 177 393 abitanti (censimento 2011).